# Mergelgroeve van Kanne
De Mergelgroeve van Kanne, ook wel Grotten van Kanne of Groeve Avergat, is een Limburgse mergelgroeve in de Belgische gemeente Riemst. De ondergrondse groeve ligt ten zuidwesten van Kanne aan de rand van het dorp ten westen van het Albertkanaal aan de straat Avergat.
Op ongeveer 500 meter naar het noordwesten ligt de Groeve Mathus aan het Albertkanaal met daar ten noorden van aan de overzijde van het kanaal de Groeve De Nieuwe Keel. Ten noordwesten van Kanne ligt de Cannerberggroeve.
In de weekenden van de zomermaanden juli en augustus worden er dagelijks rondleidingen gegeven in het gangenstelsel.

## Geschiedenis
Reeds voor de 15e eeuw begonnen blokbrekers in Kanne met de winning van kalksteenblokken. De oudste inscripties dateren uit de 17e eeuw.

### Champignons
Sinds het begin van de 20e eeuw worden er in het gangenstelsel champignons gekweekt. Vanaf de jaren 1960 verhuisde de kweek van champignons steeds meer naar bovengrondse locaties, maar is desondanks nooit uit de groeve verdwenen.

### Rondleidingen
Sinds 1954 organiseert men in de groeve rondleidingen.
In 2010 kreeg de ingang van de groeve een opknapbeurt met een nieuwe toegangspoort, informatiebord en meer.

### Stabiliteit meten met elektronische extensometers
Sinds 2010-2011 wordt de stabiliteit van het gangenstelsel gemeten door middel van elektronische extensometers die iedere zes uur de spanning van de plafonds en de druk op de pilaren meten. In totaal werden er 13 extensometers geplaatst en die meten op 0,001 millimeter nauwkeurig of er een verschuiving of een verzakking plaatsvindt. Om deze data buiten de groeve te krijgen werd er bijna 800 meter aan datakabels aangelegd.

### Trouwlocatie
Sinds juni 2012 is het mogelijk om in de mergelgroeve te trouwen als gevolg van het door de gemeente Riemst aangewezen zijn als trouwlocatie.

### Locatie voor opnames
In mei 2010 werden er in de groeve opnames gemaakt voor de speelfilm Mega Mindy en het Zwarte Kristal.
In 2022 vonden in de Grotten van Kanne opnames plaats voor de Ketnet-serie GameKeepers van Studio 100.

## Groeve
De groeve heeft een oppervlakte van ongeveer 30 hectare en een gangenstelsel met een lengte van ongeveer zestien kilometer, met gangen die op sommige plekken meer dan acht meter hoog zijn. In de groeve heerst er de hele jaar door de zelfde constante temperatuur van 11 graden.
In de groeve bevindt men zich ongeveer 42 meter onder de grond met boven zich een gewelf van ongeveer 30 meter dik. Dit dak boven de gangen bestaat uit kalksteen, kiezel, zand en leem.
Het gangenstelsel is oorspronkelijk niet slechts een enkele groeve, maar drie groeves (Driesberg, Putberg en Grootberg) die met elkaar in verbinding staan.
De groeve wordt gebruikt als champignonkwekerij waar grotchampignons worden gekweekt en men laat er grottenbier rijpen. Ook is er in de groeve een bakker actief die er rijstevlaaien maakt. In de groeve is er een museum met fossielen ingericht en er is ook een feestzaal.
Daarnaast wordt de groeve gebruikt door vleermuizen als winterse verblijfplaats.

## Galerij

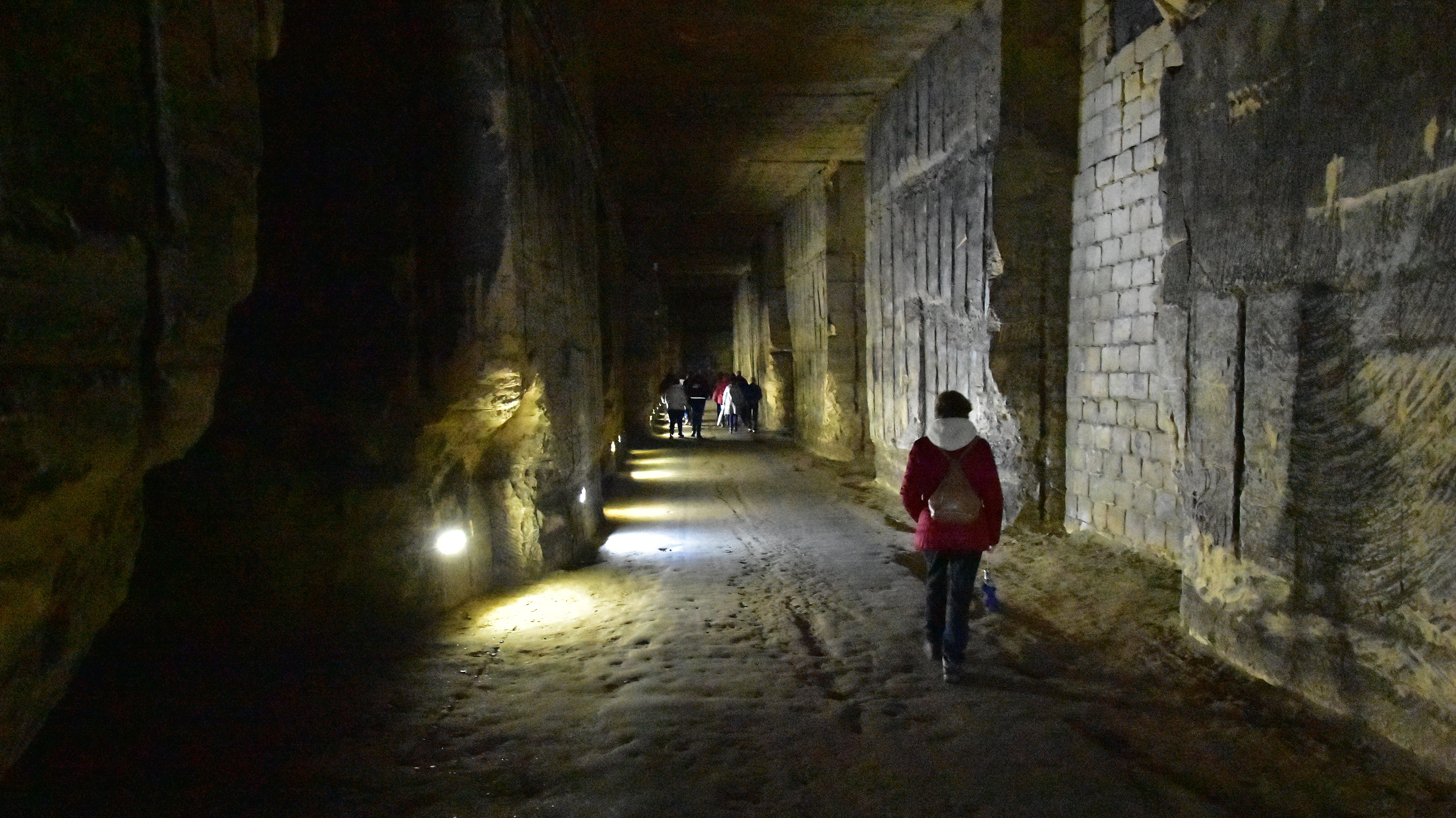
Een van de gangen
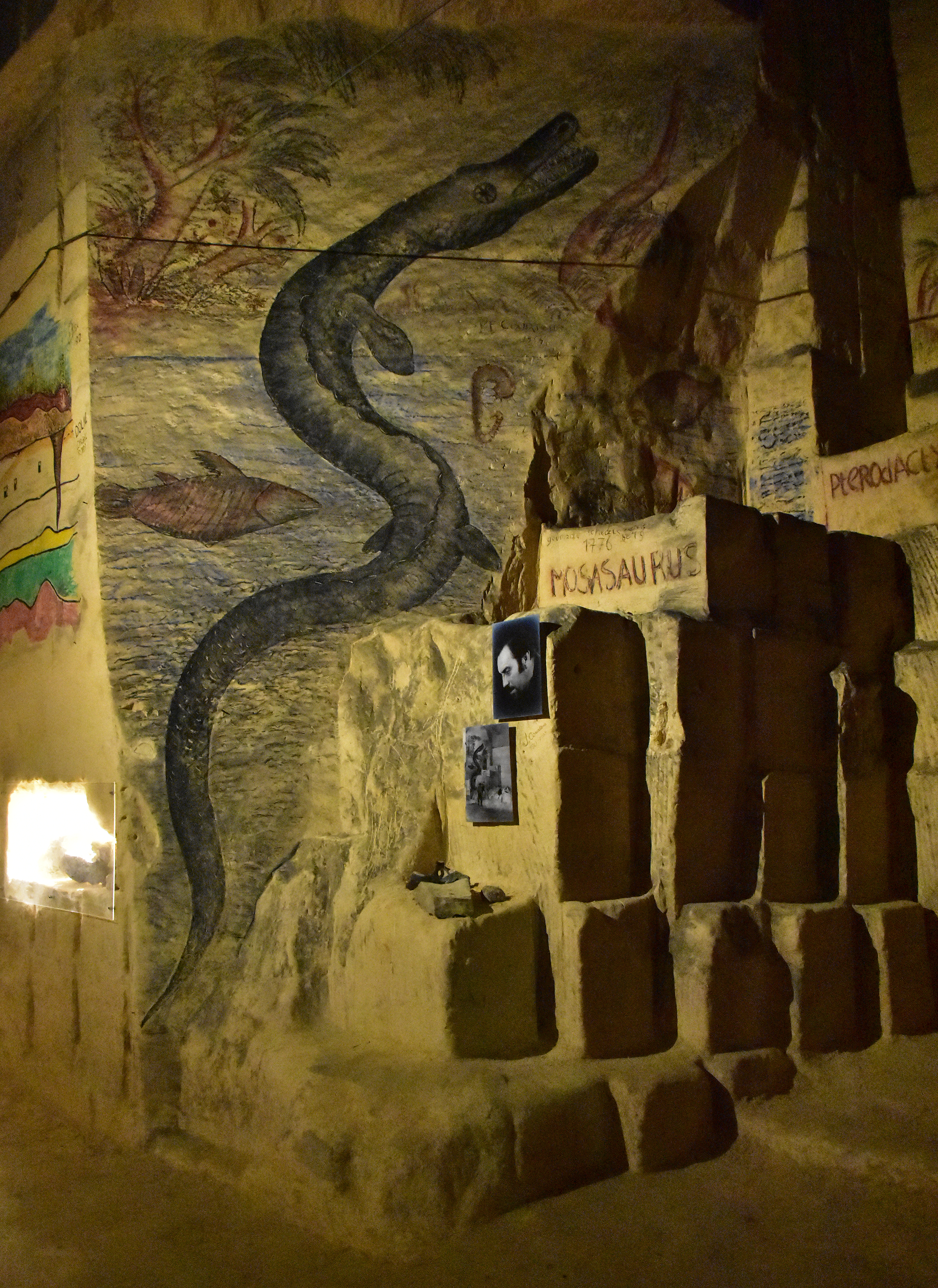
Een fictieve mosasaurus
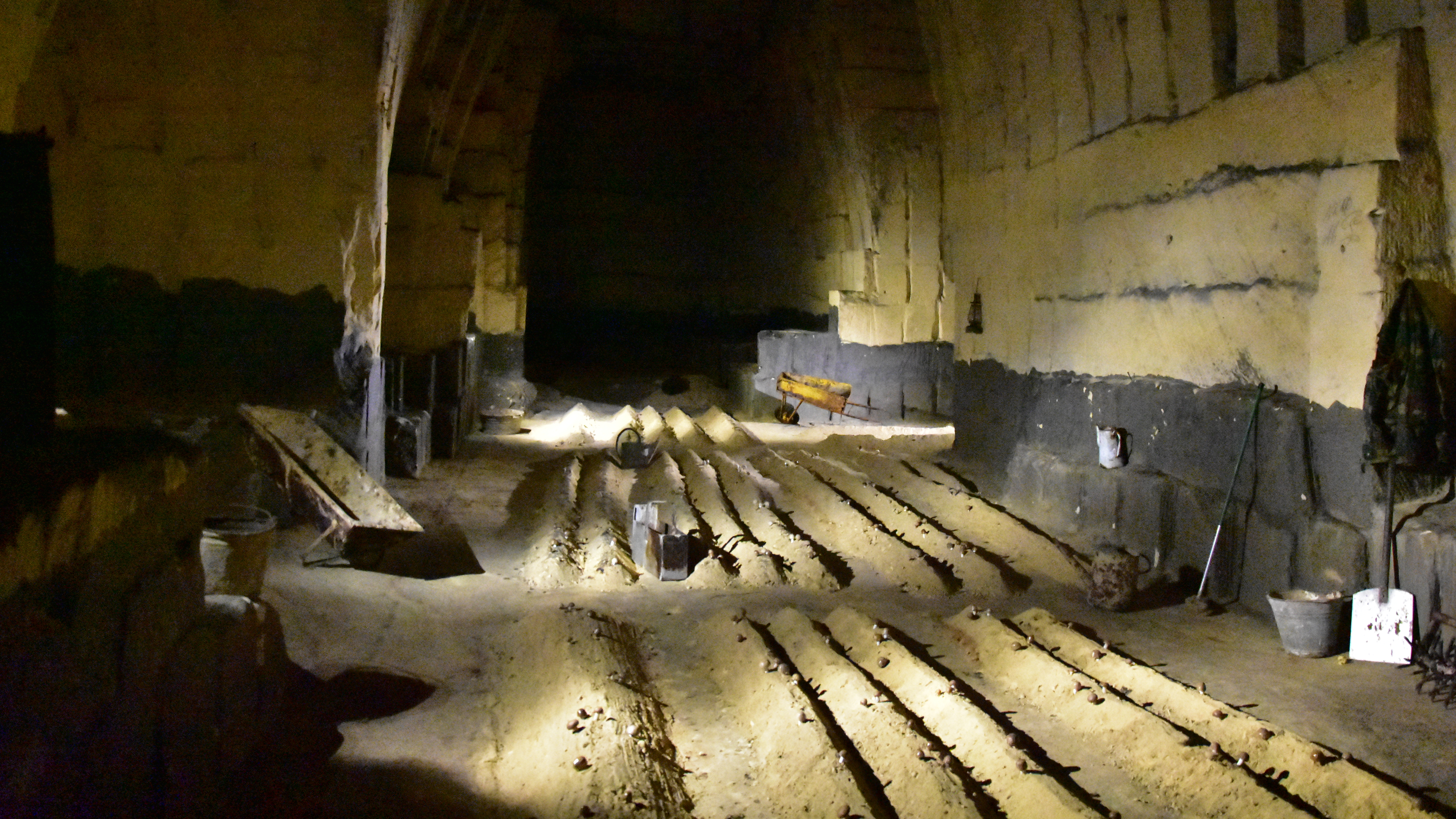
Champignonnenkweek
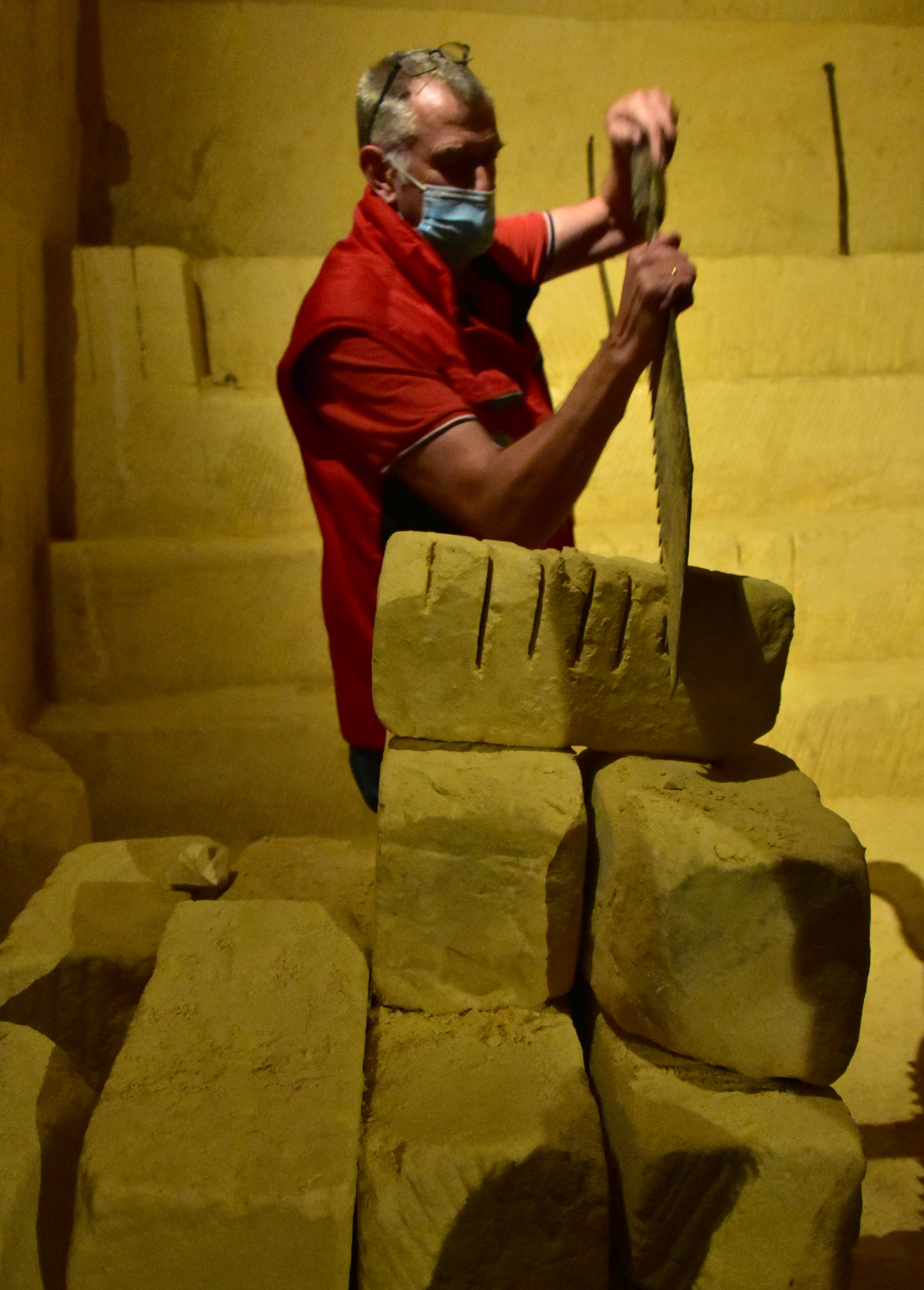
Verzagen van een mergelblok
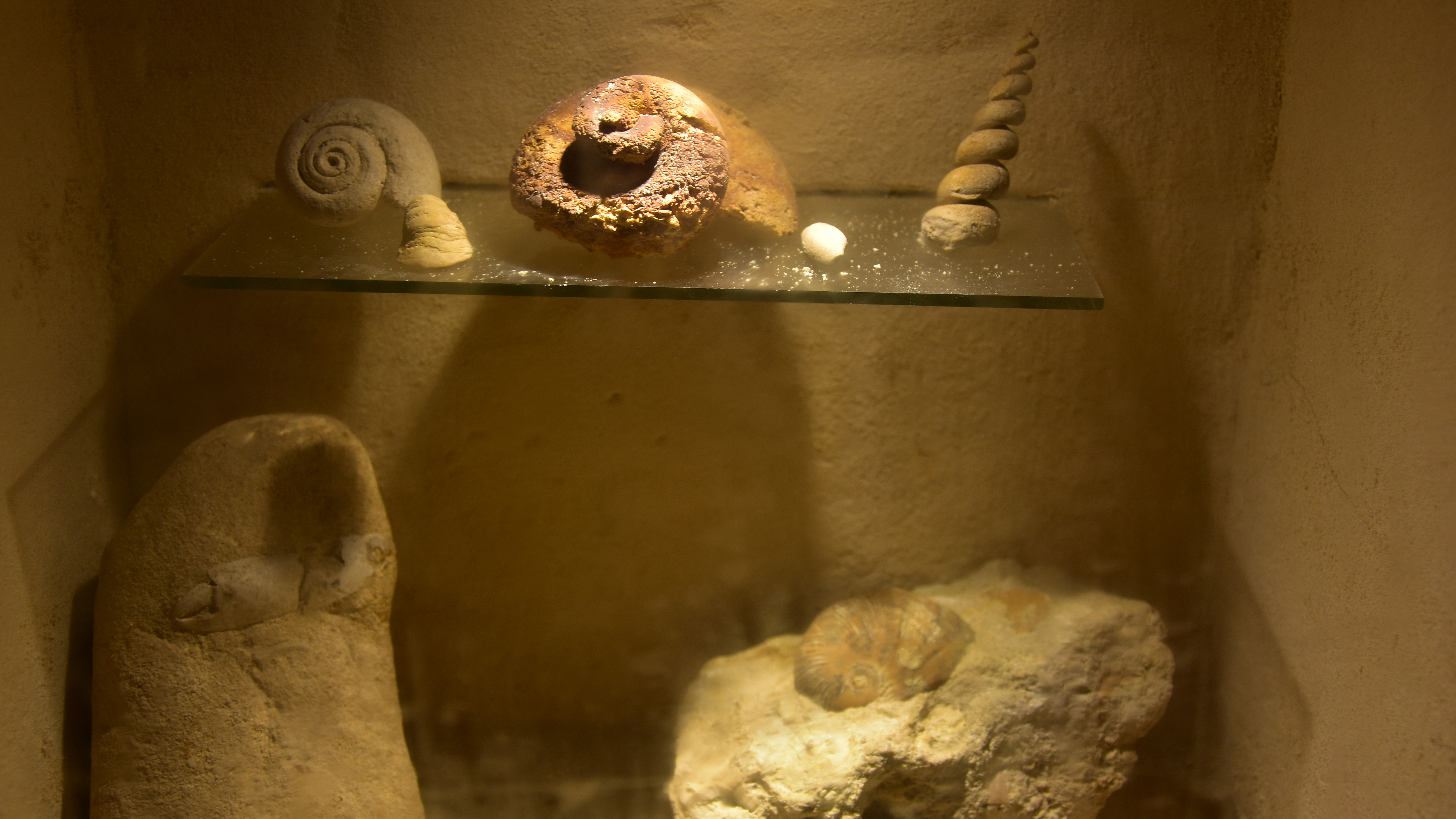
Fossielen in de groeve